# Kriegergedächtniskapelle (Windischeschenbach)

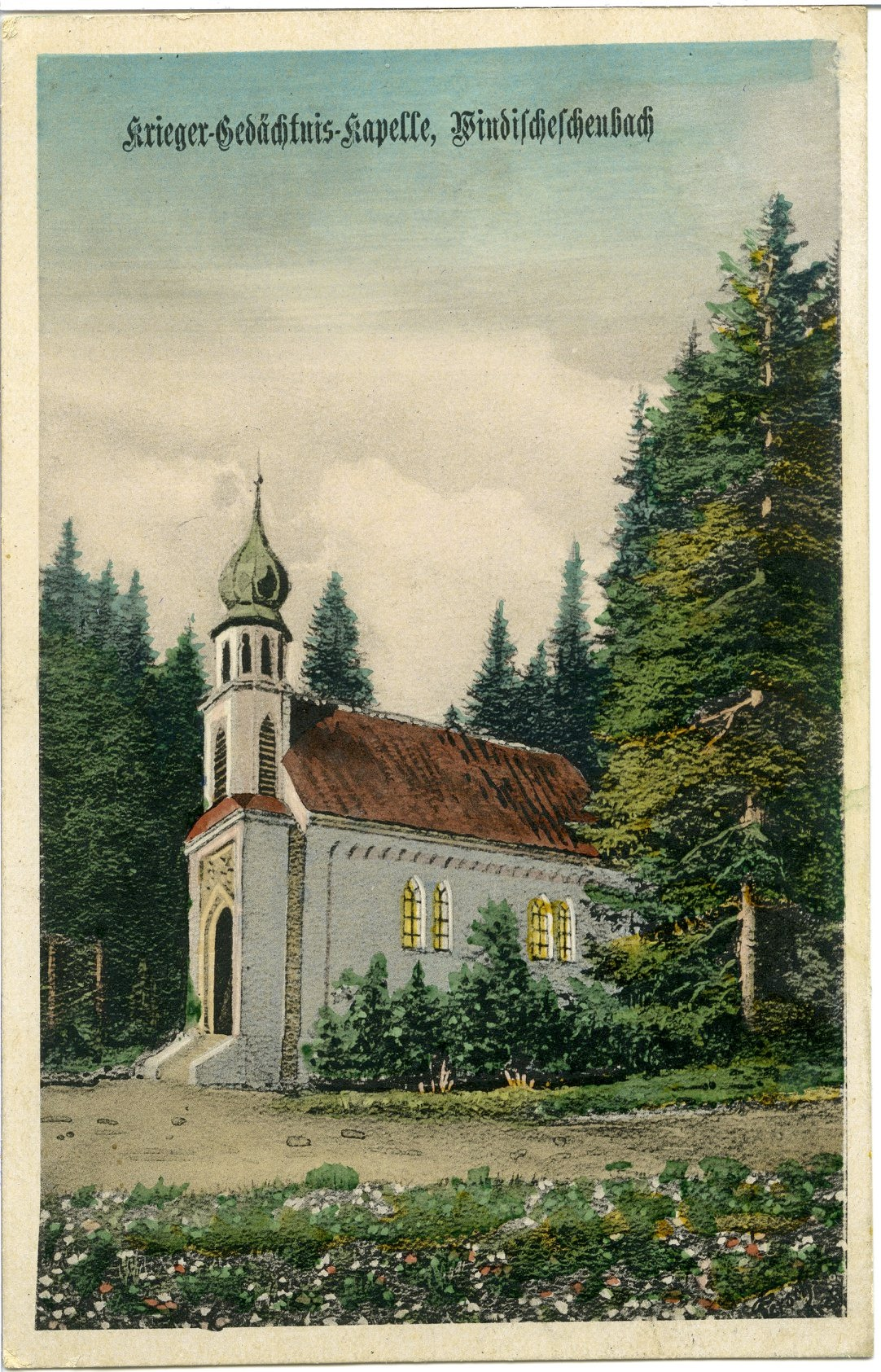
Kriegergedächtniskapelle

Die Kriegergedächtniskapelle auf dem Kalvarienberg der oberpfälzischen Stadt Windischeschenbach wird von der  „Pfarreiengemeinschaft St. Emmeram und Heilig Geist“ betreut.

## Geschichte
Am 7. Mai 1843 brachten Bürger Windischeschenbachs vor, auf dem Kalvarienberg (damals „auf dem Hölzl“) eine kleine Kirche als Ort für die Aufbewahrung der heiligen Geräte und die Abhaltung von Gottesdiensten zu errichten, sollte einmal die Pfarrkirche St. Emmeram abbrennen. Dieser Wunsch wurde bald Realität, als die Pfarrkirche Opfer de großen Ortsbrandes von 1848 wurde.
Der Plan für die Kirche aus der Hand des Maurermeisters Johann Bauer von Neustadt an der Waldnaab wurde nach einem Schriftwechsel mit dem königlichen Ministerium des Inneren in München genehmigt. Die Grundsteinlegung fand am 12. Juli 1847 statt. Die Bürger leisteten für den Kapellenbau Hand- und Spanndienste leisten. 1881 wurde die Kapelle um drei Meter auf die heutige Größe erweitert.
1951 wurde die Kapelle der katholischen Kirchenstiftung Windischeschenbach übereignet (zuvor stand sie im Eigentum der „Baugenossenschaft Eigenheim“) und zu einer Kriegergedächtniskapelle umgewidmet. Am 18. August 1951 wurde diese bei einem Heimkehrertreffen neu eingeweiht. Die Kirche wurde 1983/84 mit Hilfe des örtlichen Heimkehrerverbands renoviert, dabei wurde auch der Platz vor der Kirche neu gestaltet.

## Baulichkeit
Die Kapelle ist ein Saalbau mit einem Steildach und einem Giebelreiter oberhalb des Eingangsportals, dieser weist ein spitzes und einmal gebrochenes Pyramidendach mit Schallöffnungen auf. Der Chor ist dreiseitig geschlossen.
Im Kircheninneren sind auf eichenen Tafeln die Namen der Gefallenen und Vermissten der beiden Weltkriege von Windischeschenbach angebracht.
Vor der Kirche befindet sich das Kriegerdenkmal für die Gefallenen des Ersten Weltkriegs (um 1920 errichtet), das den hl. Georg als Drachentöter darstellt.